# Villeret (Aisne)
Pour les articles homonymes, voir Villeret.
Villeret est une commune française située dans le département de l'Aisne, en région Hauts-de-France.

## Géographie

### Communes limitrophes
|                    | Hargicourt  |            |
| Hesbécourt (Somme) | Villeret    | Bellicourt |
| Jeancourt          | Le Verguier | Pontru     |

### Hydrographie
La commune est située dans le bassin Artois-Picardie. Elle n'est drainée par aucun cours d'eau.

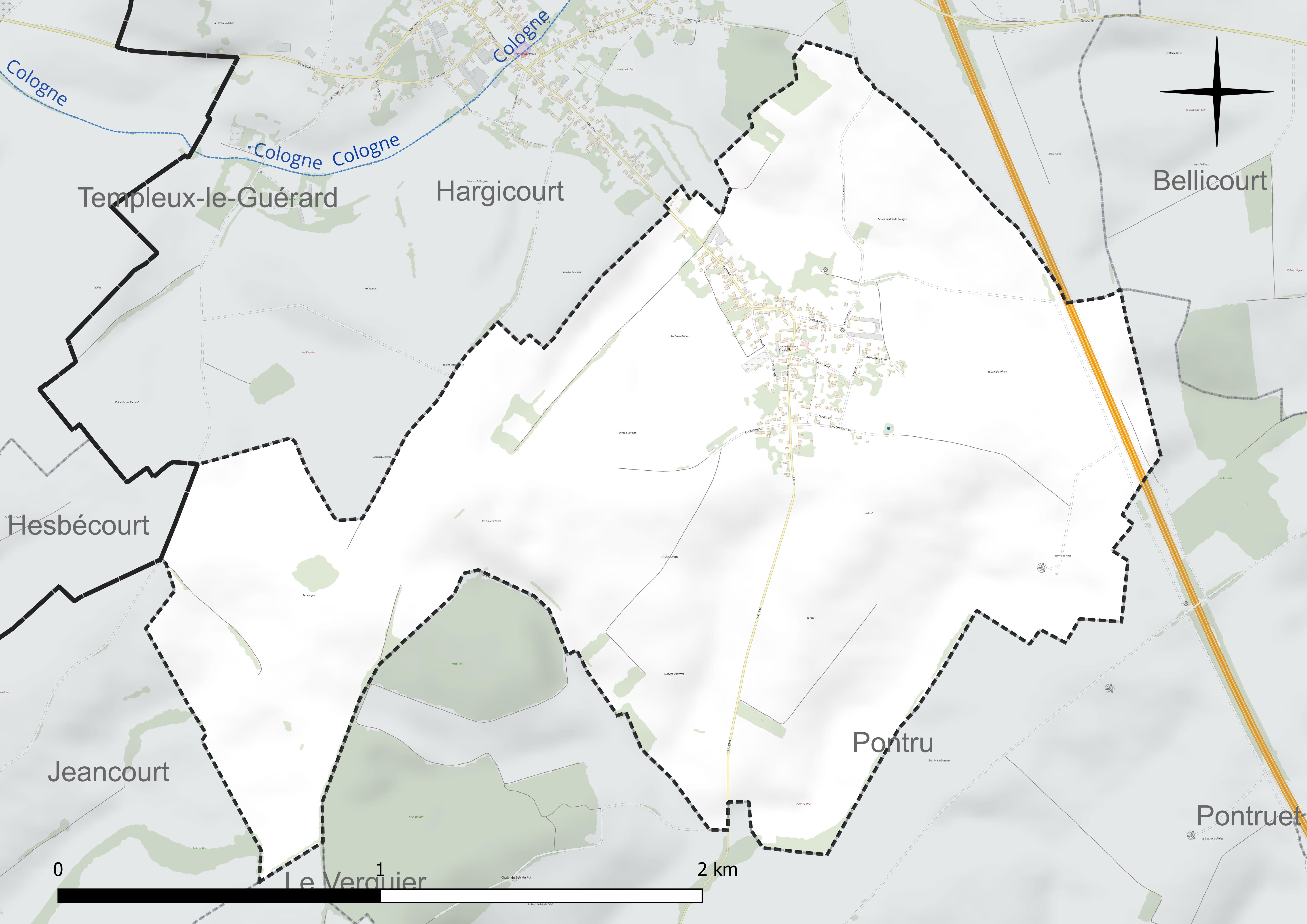
Réseau hydrographique de Villeret.

### Climat
Pour des articles plus généraux, voir Climat des Hauts-de-France et Climat de l'Aisne.
En 2010, le climat de la commune est de type climat océanique dégradé des plaines du Centre et du Nord, selon une étude du CNRS s'appuyant sur une série de données couvrant la période 1971-2000. En 2020, Météo-France publie une typologie des climats de la France métropolitaine dans laquelle la commune est exposée à un climat océanique et est dans la région climatique Nord-est du bassin Parisien, caractérisée par un ensoleillement médiocre, une pluviométrie moyenne régulièrement répartie au cours de l'année et un hiver froid (3 °C).
Pour la période 1971-2000, la température annuelle moyenne est de 9,9 °C, avec une amplitude thermique annuelle de 14,6 °C. Le cumul annuel moyen de précipitations est de 753 mm, avec 11,5 jours de précipitations en janvier et 9,6 jours en juillet. Pour la période 1991-2020, la température moyenne annuelle observée sur la station météorologique la plus proche, située sur la commune d'Épehy à 8 km à vol d'oiseau, est de 10,6 °C et le cumul annuel moyen de précipitations est de 752,8 mm,. Pour l'avenir, les paramètres climatiques de la commune estimés pour 2050 selon différents scénarios d'émission de gaz à effet de serre sont consultables sur un site dédié publié par Météo-France en novembre 2022.

## Urbanisme

### Typologie
Au 1er janvier 2024, Villeret est catégorisée commune rurale à habitat dispersé, selon la nouvelle grille communale de densité à 7 niveaux définie par l'Insee en 2022.
Elle est située hors unité urbaine. Par ailleurs la commune fait partie de l'aire d'attraction de Saint-Quentin, dont elle est une commune de la couronne,. Cette aire, qui regroupe 120 communes, est catégorisée dans les aires de 50 000 à moins de 200 000 habitants,.

### Occupation des sols
L'occupation des sols de la commune, telle qu'elle ressort de la base de données européenne d'occupation biophysique des sols Corine Land Cover (CLC), est marquée par l'importance des territoires agricoles (92,6 % en 2018), une proportion sensiblement équivalente à celle de 1990 (92,7 %). La répartition détaillée en 2018 est la suivante : 
terres arables (92,6 %), zones urbanisées (7,2 %), forêts (0,2 %).
L'évolution de l'occupation des sols de la commune et de ses infrastructures peut être observée sur les différentes représentations cartographiques du territoire : la carte de Cassini (XVIIIe siècle), la carte d'état-major (1820-1866) et les cartes ou photos aériennes de l'IGN pour la période actuelle (1950 à aujourd'hui).

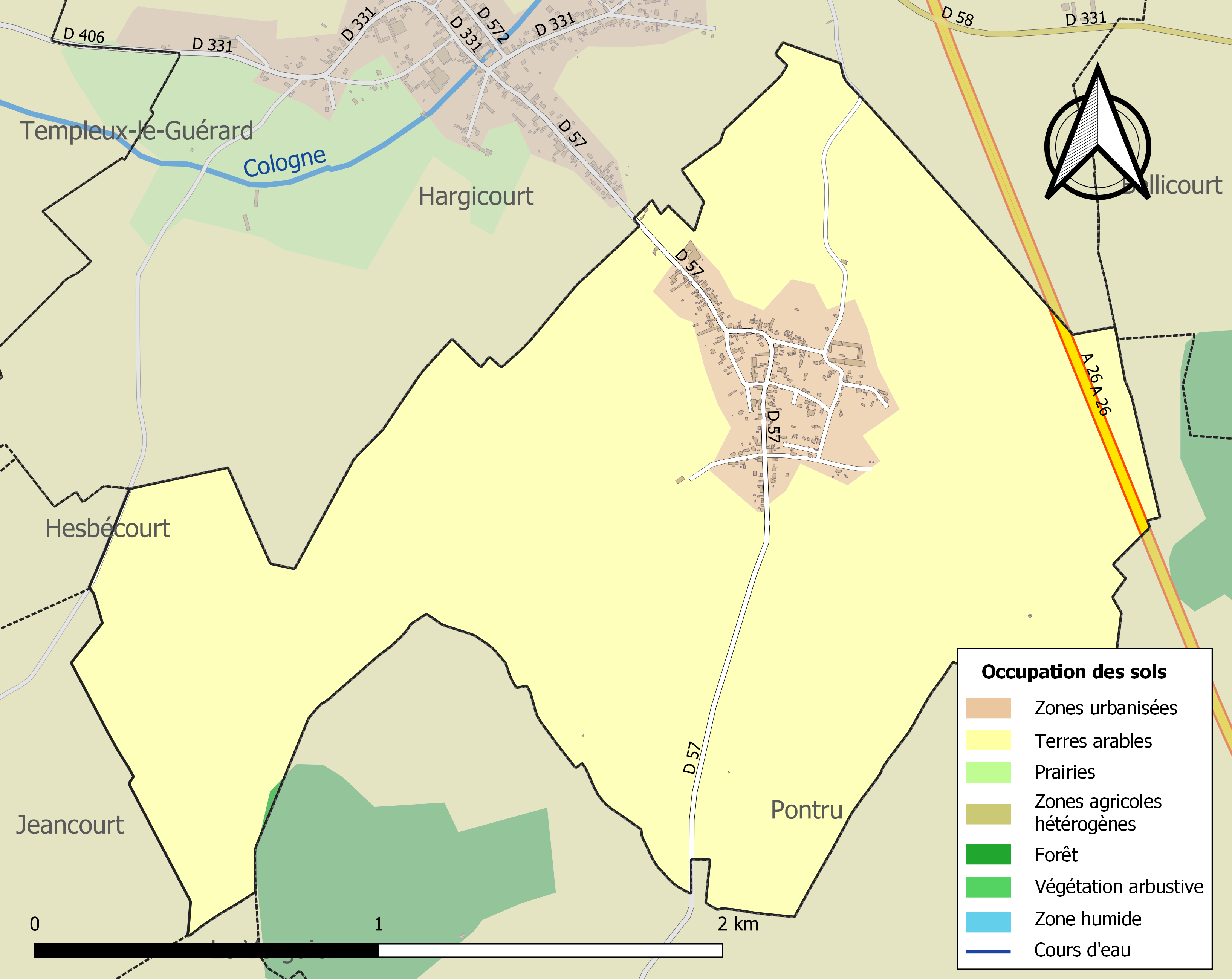
Carte de l'occupation des sols de la commune en 2018 (CLC).

## Toponymie
Le nom de la localité est attesté sous les formes Territorium de Villerel (1200) ; Vilerel (1295) ; Villerel-dales-Hargicourt (1367) ; Villerets.
De l'oïl *vilaret, diminutif du bas latin villare « domaine rural ». Ce nom commun a certainement existé après le Xe siècle avec l'attestation des noms de lieux Villeret, Villaret, avec ou sans article, qui contient le suffixe collectif -et (latin -etum), « hameau de 10 à 12 feux, village », le toponyme représente un diminutif de ville au sens ancien de domaine.

## Histoire

### Première Guerre mondiale
Le 28 août 1914, soit moins d'un mois après la déclaration de guerre, après la bataille des Frontières et le retraite de l'armée française, Villeret voit l'arrivée des premiers Allemands.  Un grand nombre d'habitants fuient devant l'ennemi mais reviendront chez eux quelques jours plus tard. Pendant 30 mois, la cité restera loin du front qui se stabilisera à une trentaine de kilomètres à l'ouest, vers Péronne  et les habitants pendant cette période vont connaître la dure loi des occupants. Les soldats logeaient chez l'habitant ou dans les édifices publics. out est réquisitionné par l'occupant : matériel, nourriture, animaux. Des arrêtés de la kommandantur obligeaient, à date fixe, sous la responsabilité  du maire et du conseil municipal, sous peine de sanctions, la population à fournir : blé, œufs, lait, viande, légumes, destinés à nourrir les soldats du front. Toutes les personnes valides devaient effectuer des travaux agricoles ou d'entretien.
En février 1917, le général Hindenburg décida de la création d'une ligne défense à l'arrière sur la ligne Hindenburg, le long du canal de Saint-Quentin ; lors du retrait des troupes allemandes, tous les villages seraient détruits pour ne pas servir d'abri aux troupes franco-anglaises. À Villeret, cette destruction a commencé le 10 mars, toutes les maisons ont été pillées et incendiées, le village a été systématiquement détruit. L'église, la mairie, les écoles et toutes les habitations ont été dynamités et les arbres sciés à 1 m de hauteur.
Villeret, vidée de ses habitants, est resté occupée par les Allemands et a été reprise une première fois le 11 septembre 1917 par les troupes britanniques. Situé près de la ligne Hindenbourg, pendant plus d'une an, mois le village changera plusieurs fois de mai et sera définitivement libéré le 19 septembre 1918.
Après l'Armistice, de nombreux habitants ne revinrent pas s'installer à Villeret et, avec les dommages de guerre, commencèrent une nouvelle vie dans d'autres lieux. Pour ceux qui furent de retour commença une longue période de plus de dix ans de reconstruction des habitations (maisons provisoires), des fermes, des bâtiments publics, des routes. De 909 habitants en 1911, Villeret n'en comptait plus que 521 en 1921.
Vu les souffrances endurées par la population pendant les trois années d'occupation et les dégâts aux constructions, la commune s'est vu décerner la Croix de guerre 1914-1918 (France) le 27 octobre 1920.
Sur le monument aux morts sont inscrits les noms des 33 soldats villerétois morts pour la France.

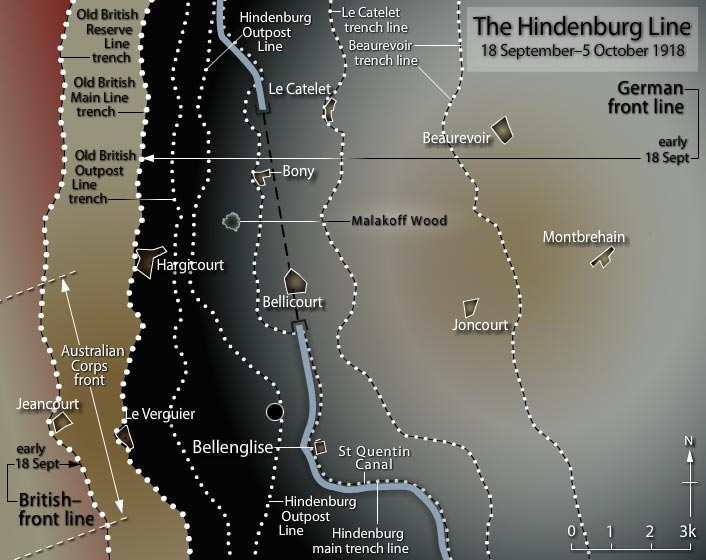
Progression des alliés du 18 septembre au 5 octobre 1918.
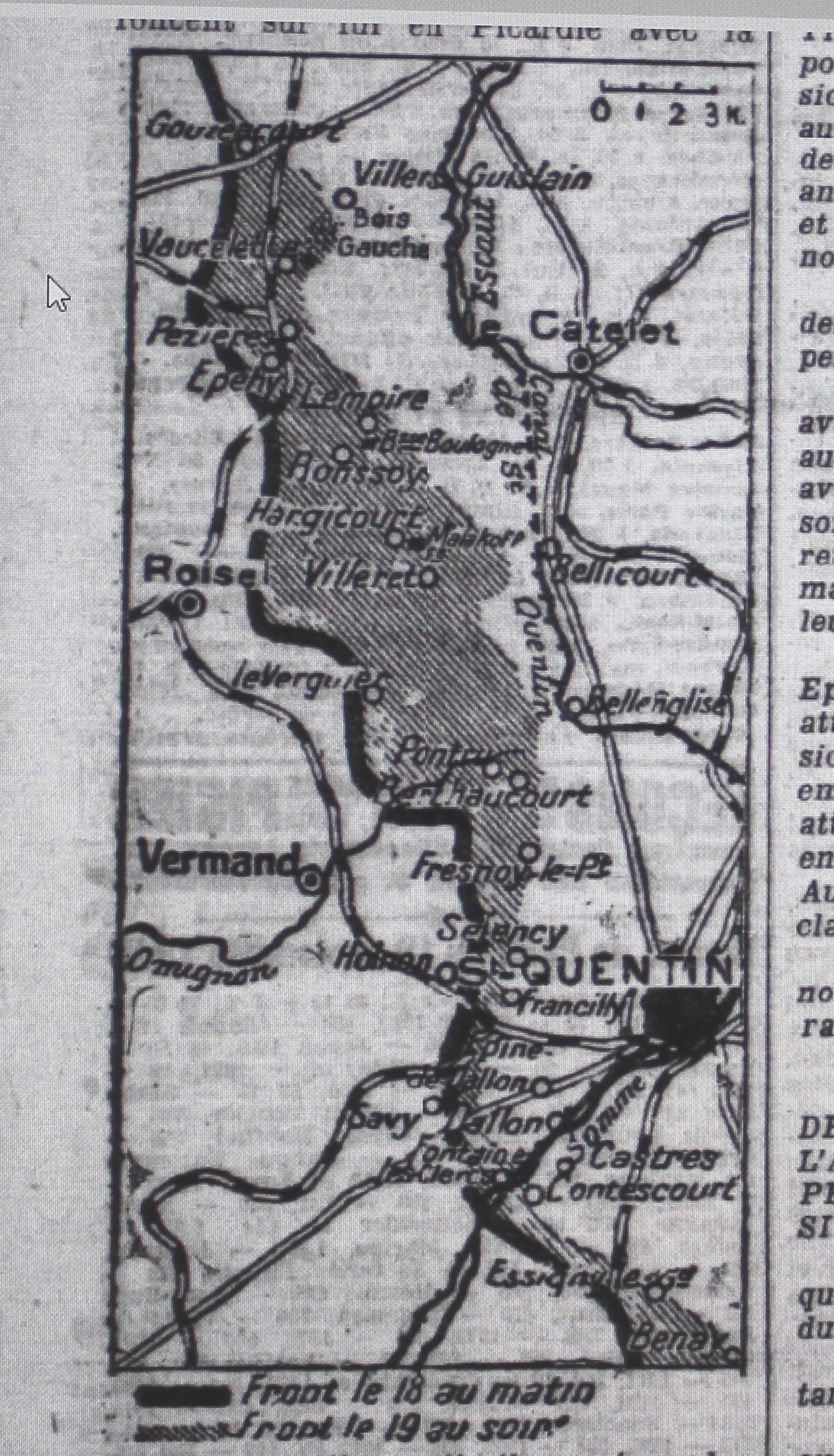
Carte de l'attaque de la Ligne Hindenburg en septembre 1918.
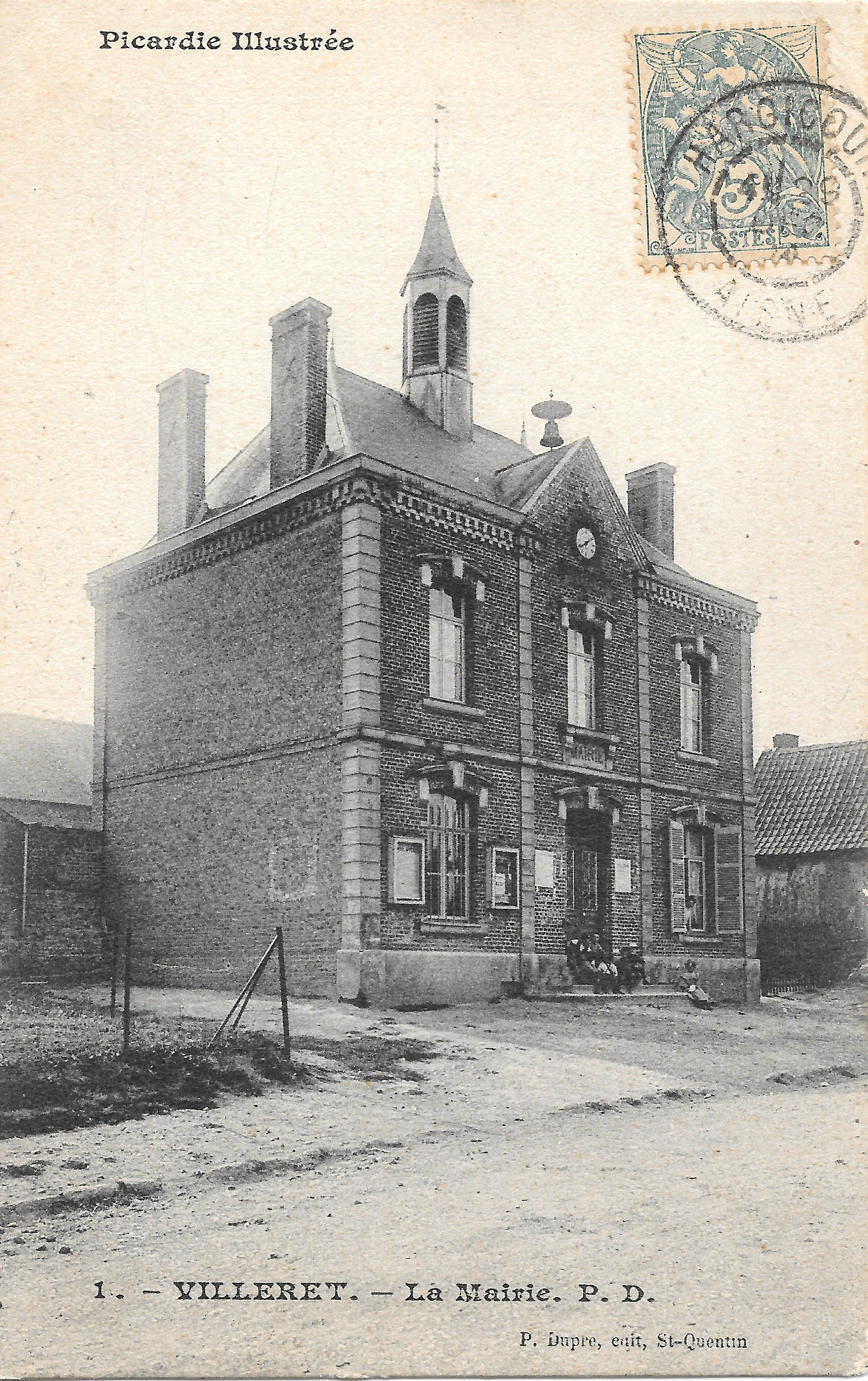
L'ancienne mairie détruite en 1917.
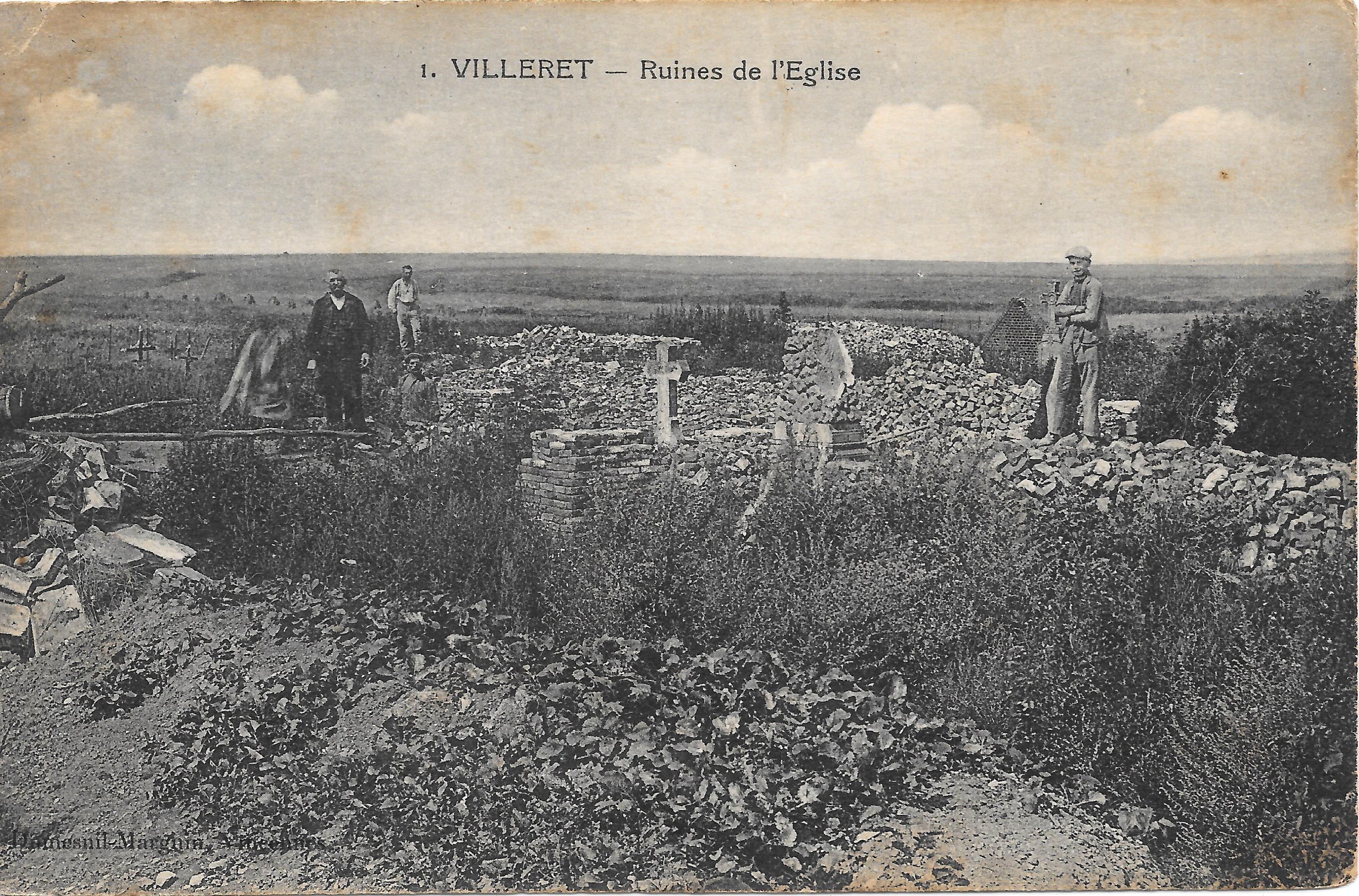
Ruines du village en 1920.
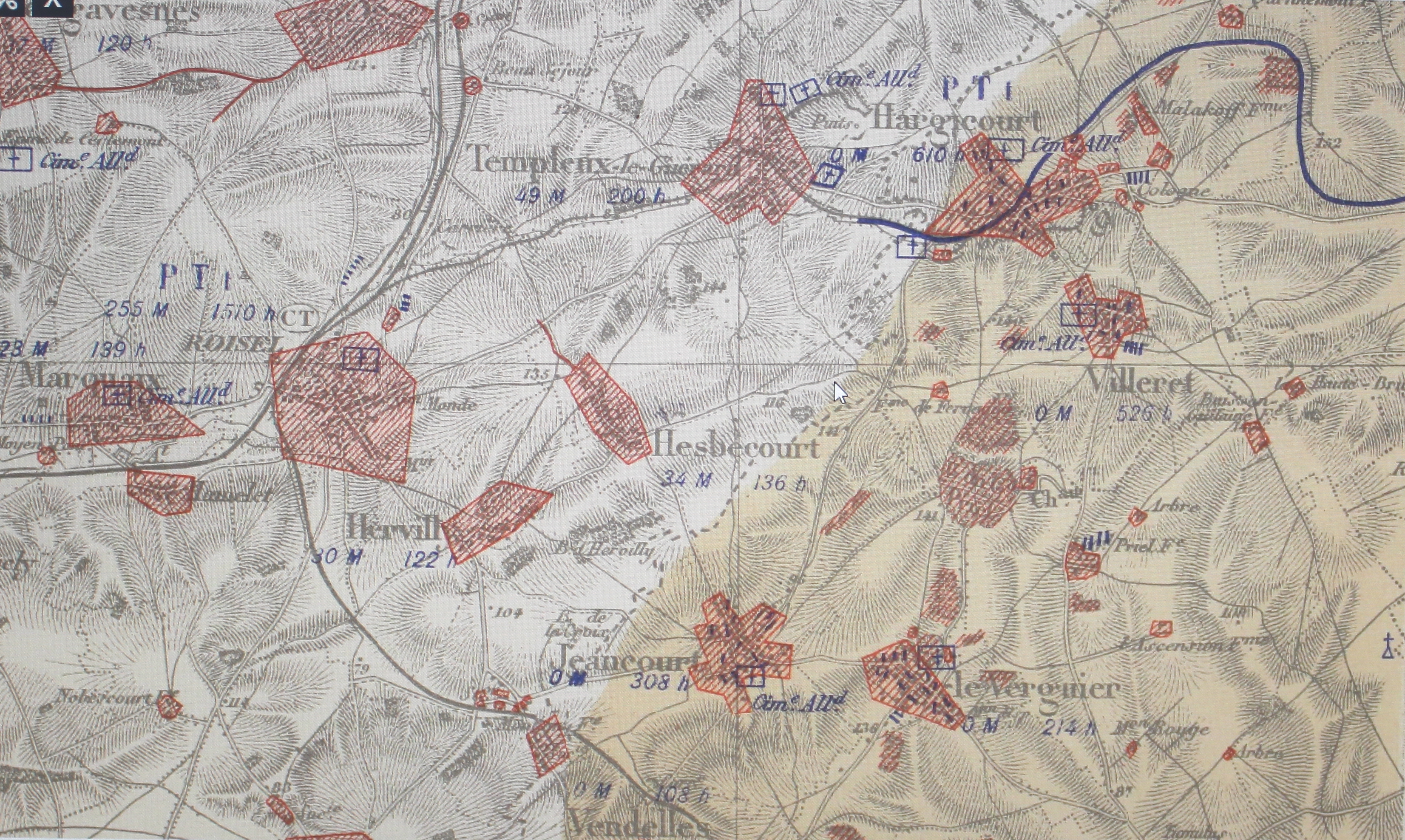
Carte montrant les destructions de Villeret lors de la guerre 1914-1918.

## Politique et administration

### Découpage territorial
La commune de Villeret est membre de la communauté de communes du Pays du Vermandois, un établissement public de coopération intercommunale (EPCI) à fiscalité propre créé le 31 décembre 1993 dont le siège est à Bellicourt. Ce dernier est par ailleurs membre d'autres groupements intercommunaux.
Sur le plan administratif, elle est rattachée à l'arrondissement de Saint-Quentin, au département de l'Aisne et à la région Hauts-de-France. Sur le plan électoral, elle dépend du  canton de Bohain-en-Vermandois pour l'élection des conseillers départementaux, depuis le redécoupage cantonal de 2014 entré en vigueur en 2015, et de la deuxième circonscription de l'Aisne  pour les élections législatives, depuis le dernier découpage électoral de 2010.

### Administration municipale
| Période                                  | Période                       | Identité     | Étiquette | Qualité                               |
| ---------------------------------------- | ----------------------------- | ------------ | --------- | ------------------------------------- |
| mars 2001                                | En cours (au 14 juillet 2020) | Michel Marié | SE        | Cadre Réélu pour le mandat 2020-2026, |
| Les données manquantes sont à compléter. |                               |              |           |                                       |

## Démographie
L'évolution du nombre d'habitants est connue à travers les recensements de la population effectués dans la commune depuis 1793. Pour les communes de moins de 10 000 habitants, une enquête de recensement portant sur toute la population est réalisée tous les cinq ans, les populations de référence des années intermédiaires étant quant à elles estimées par interpolation ou extrapolation. Pour la commune, le premier recensement exhaustif entrant dans le cadre du nouveau dispositif a été réalisé en 2006.

En 2022, la commune comptait 268 habitants, en évolution de −11,26 % par rapport à 2016 (Aisne : −1,97 %, France hors Mayotte : +2,11 %).
| 1793 | 1800 | 1806 | 1821 | 1831 | 1836 | 1841 | 1846 | 1851 |
| ---- | ---- | ---- | ---- | ---- | ---- | ---- | ---- | ---- |
| 555  | 574  | 628  | 673  | 699  | 788  | 774  | 821  | 793  |

| 1856 | 1861 | 1866 | 1872 | 1876 | 1881 | 1886 | 1891 | 1896 |
| ---- | ---- | ---- | ---- | ---- | ---- | ---- | ---- | ---- |
| 891  | 906  | 928  | 896  | 930  | 922  | 957  | 970  | 951  |

| 1901 | 1906  | 1911 | 1921 | 1926 | 1931 | 1936 | 1946 | 1954 |
| ---- | ----- | ---- | ---- | ---- | ---- | ---- | ---- | ---- |
| 957  | 1 017 | 909  | 521  | 611  | 562  | 562  | 446  | 425  |

| 1962 | 1968 | 1975 | 1982 | 1990 | 1999 | 2006 | 2011 | 2016 |
| ---- | ---- | ---- | ---- | ---- | ---- | ---- | ---- | ---- |
| 413  | 390  | 323  | 291  | 293  | 311  | 313  | 314  | 302  |

| 2021 | 2022 | - | - | - | - | - | - | - |
| ---- | ---- | - | - | - | - | - | - | - |
| 275  | 268  | - | - | - | - | - | - | - |

## Lieux et monuments
- Église Notre-Dame-de-l'Immaculée-Conception.
- Monument aux morts.
- Monument commémoratif dans l'église.
- À l'ancien cimetière communal : carré militaire de tombes de la Commonwealth War Graves Commission et une tombe isolée du lance-dafadar (caporal de l'armée indienne) sikh  Hari Singh.
- Calvaire commémorant le colonel Arthur Wrenford au hameau de Sainte-Margueritte[28].
- Croix de chemin.
- Aire de la Liberté.

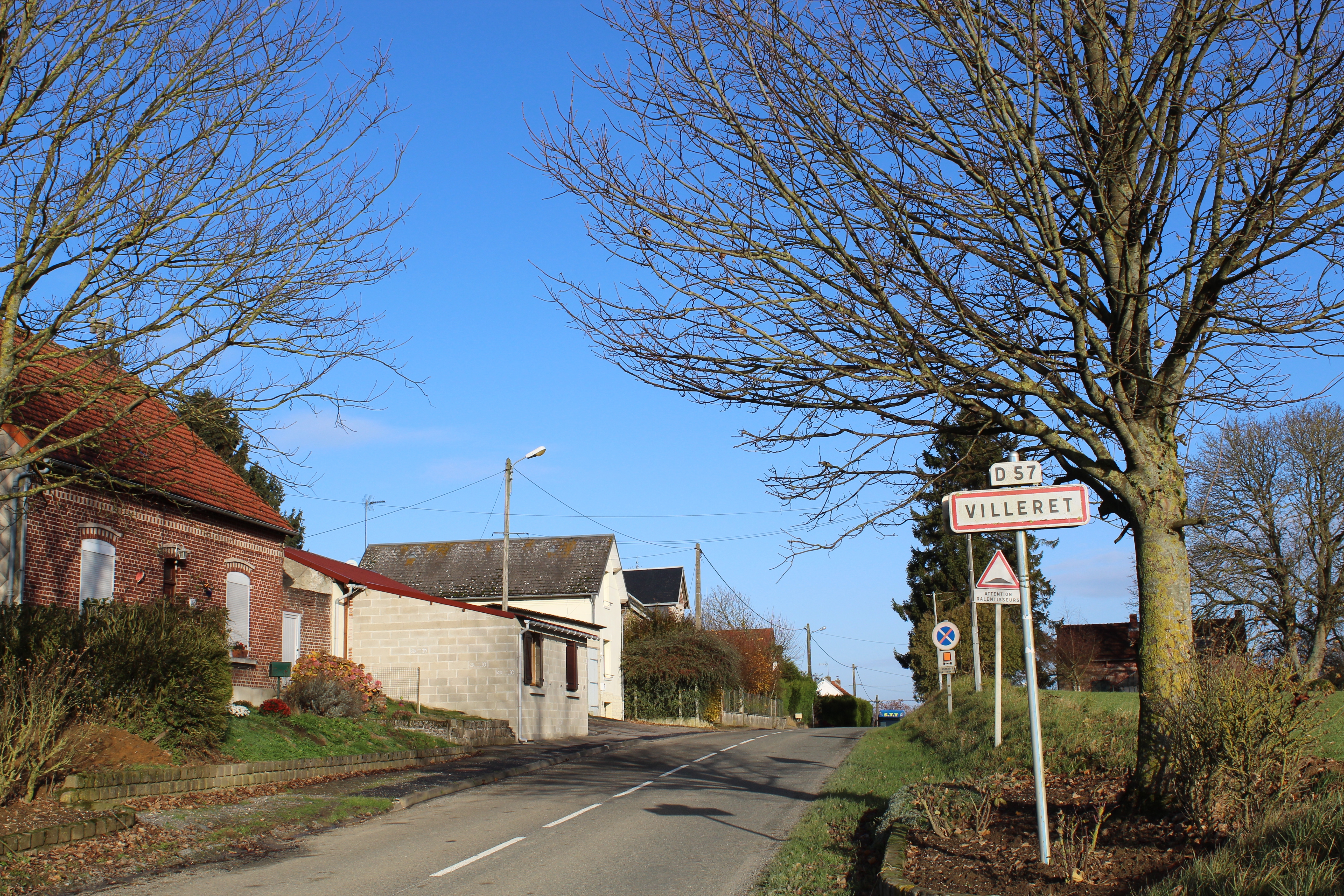
Entrée du village.
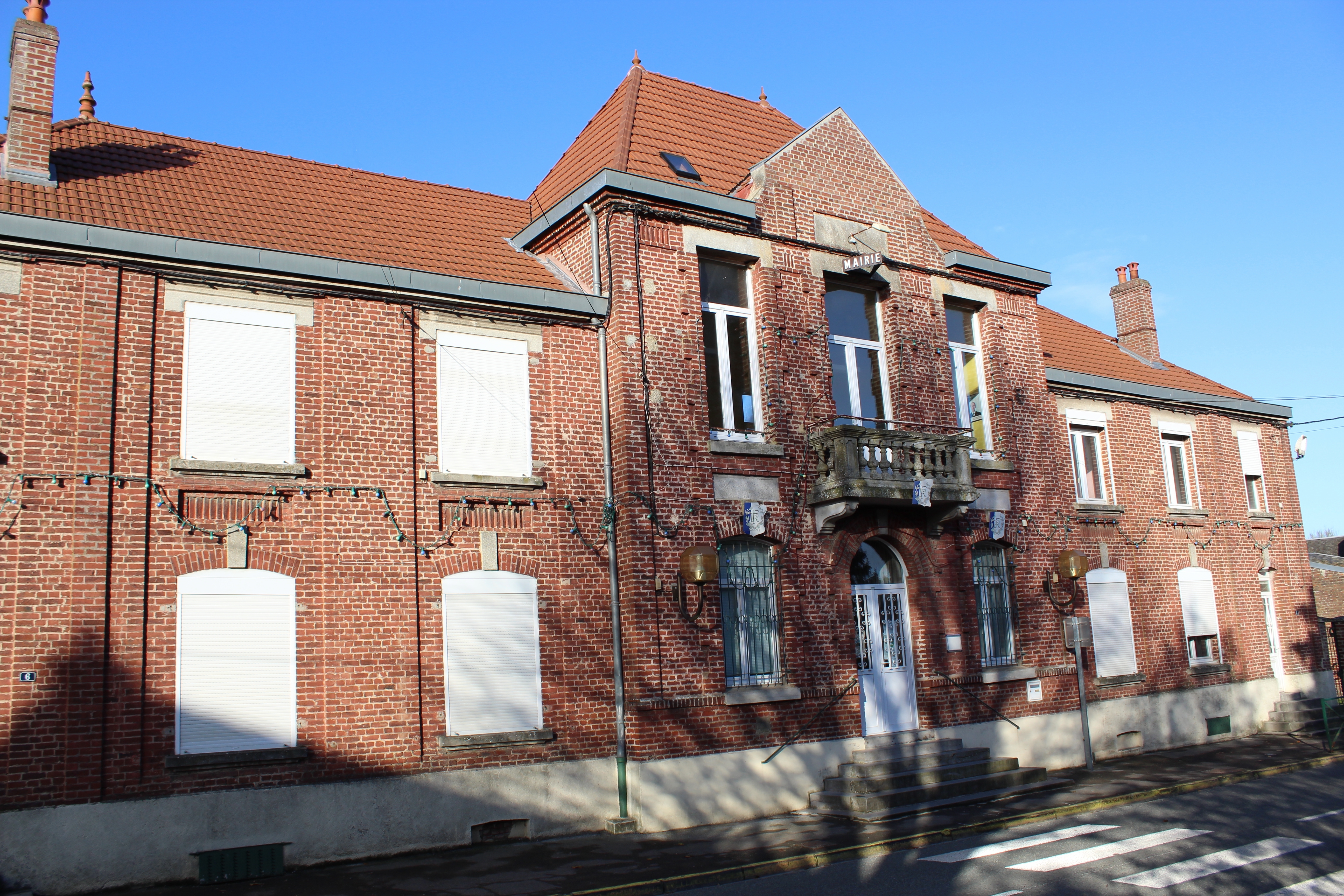
La mairie.
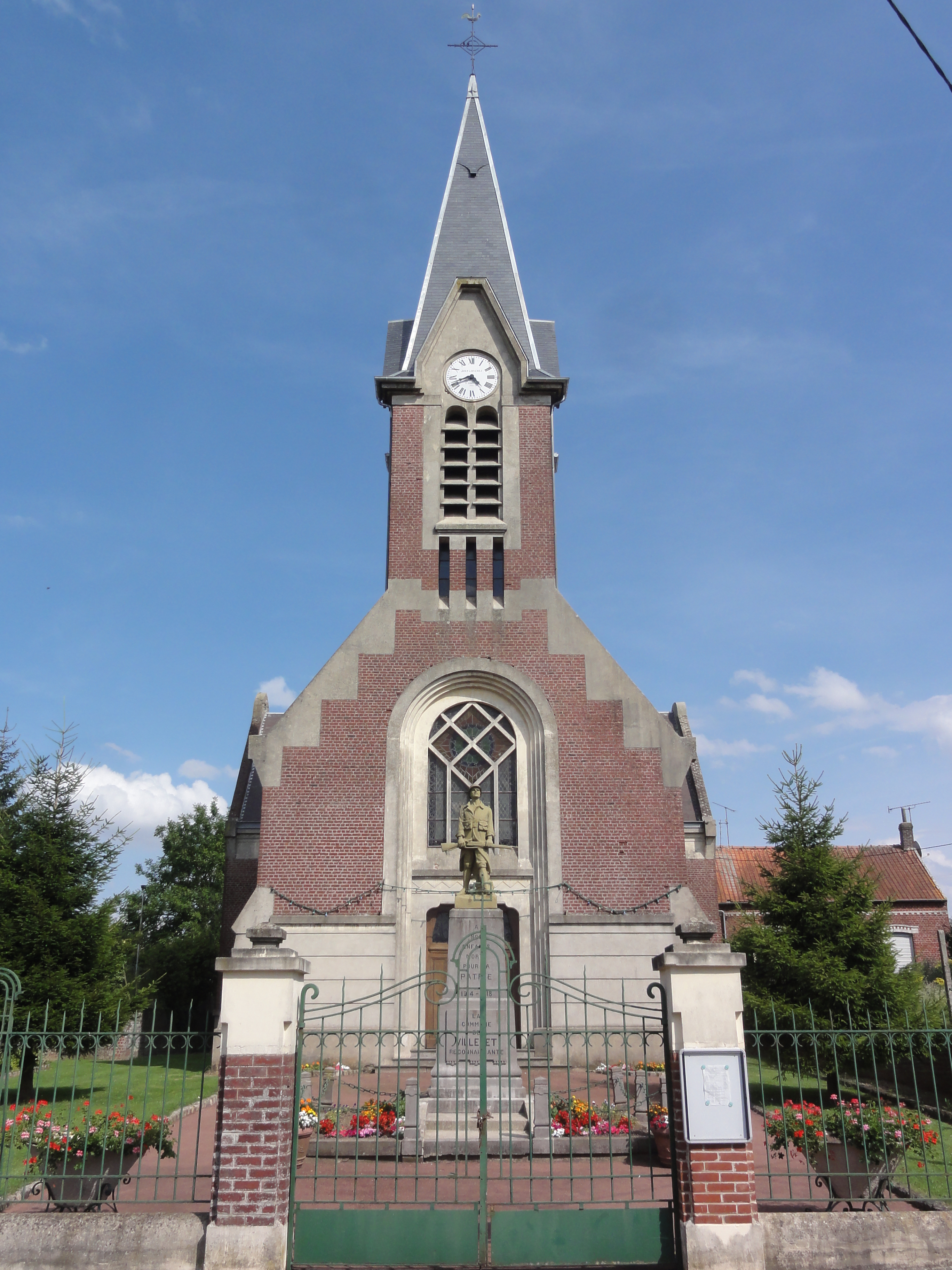
Église Notre-Dame-de-l'Immaculée-Conception.
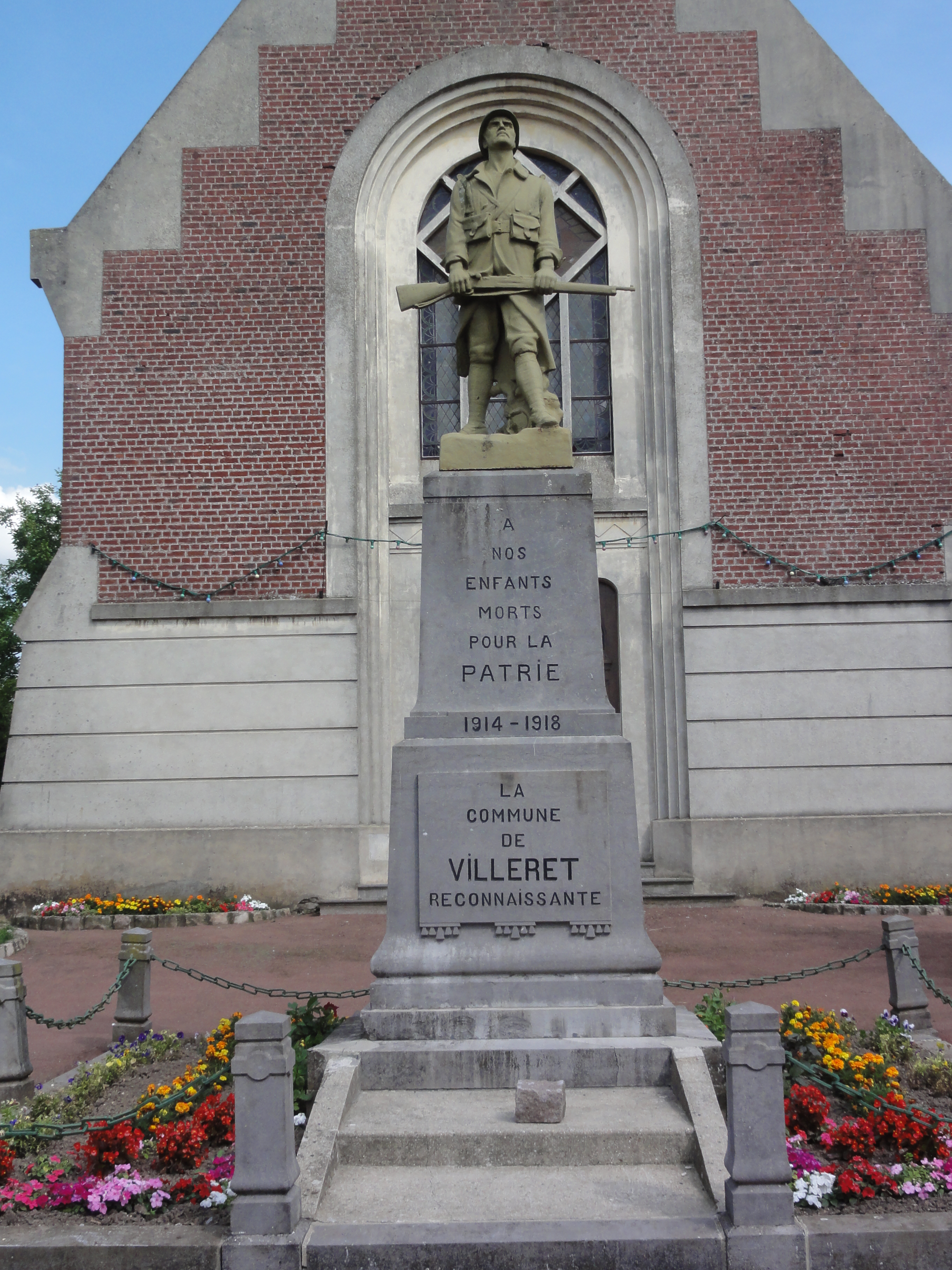
Monument aux morts.
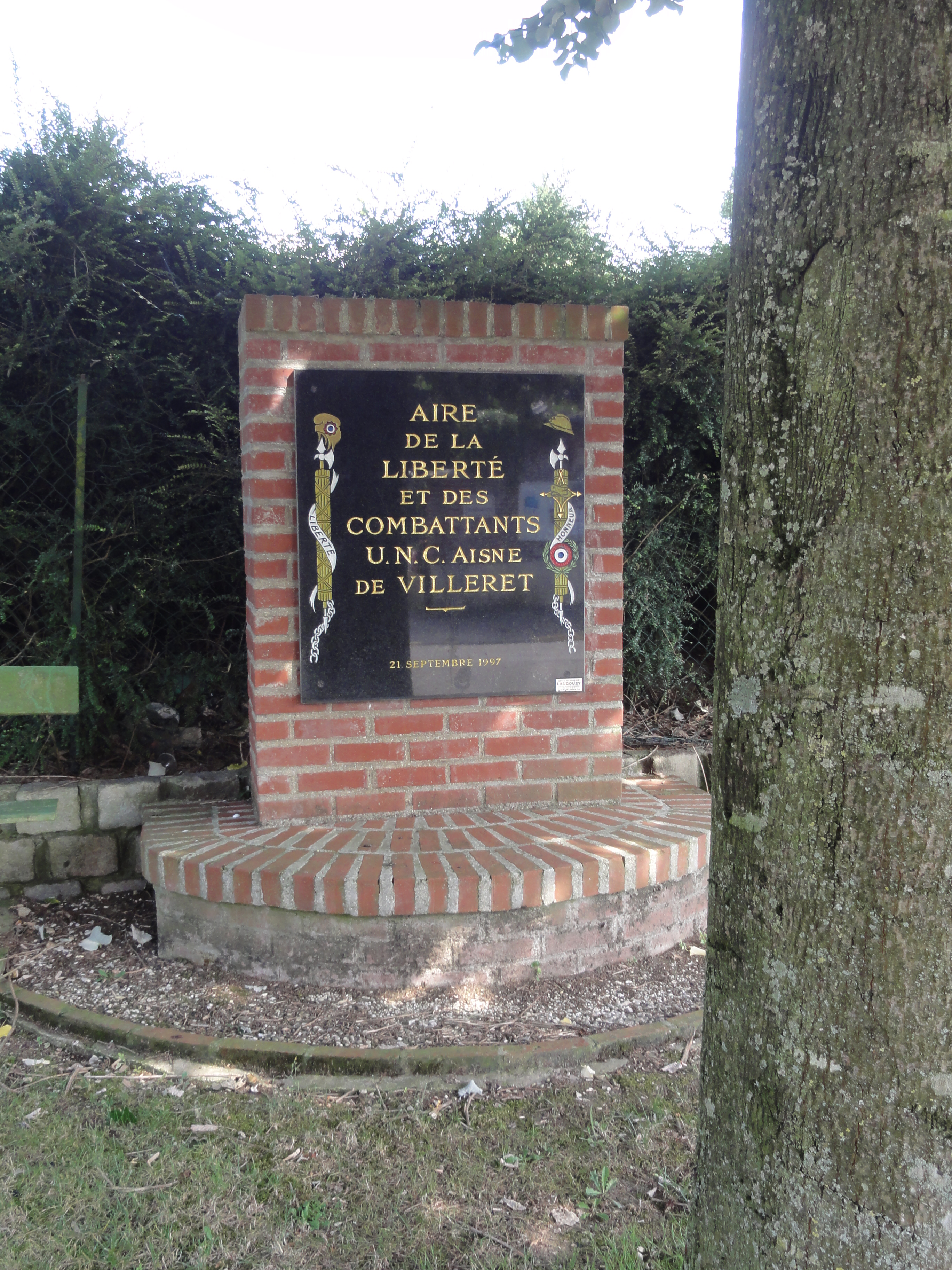
Monument de l'aire de la Liberté.
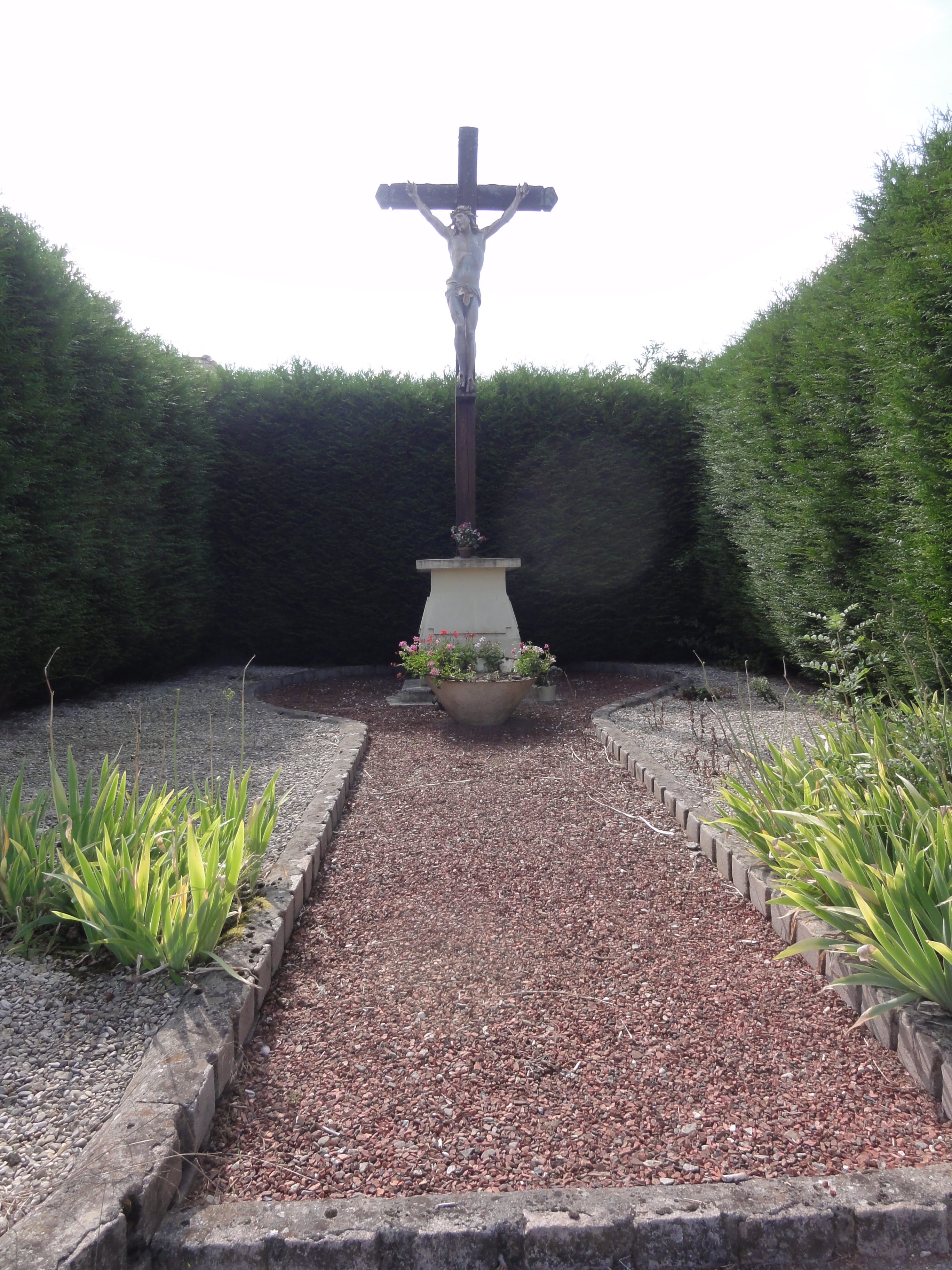
Croix de chemin.
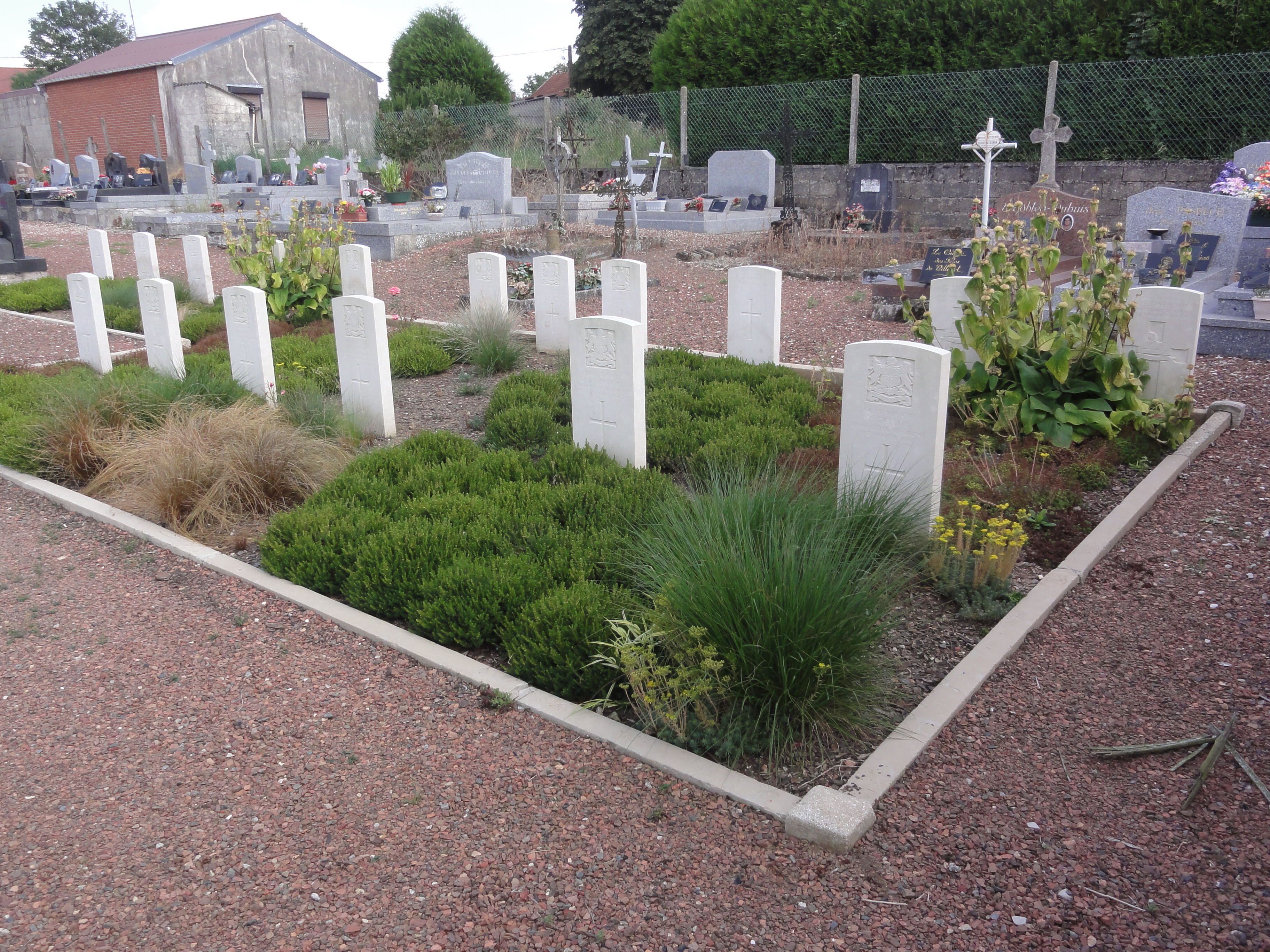
Tombes guerre de la CWGC.
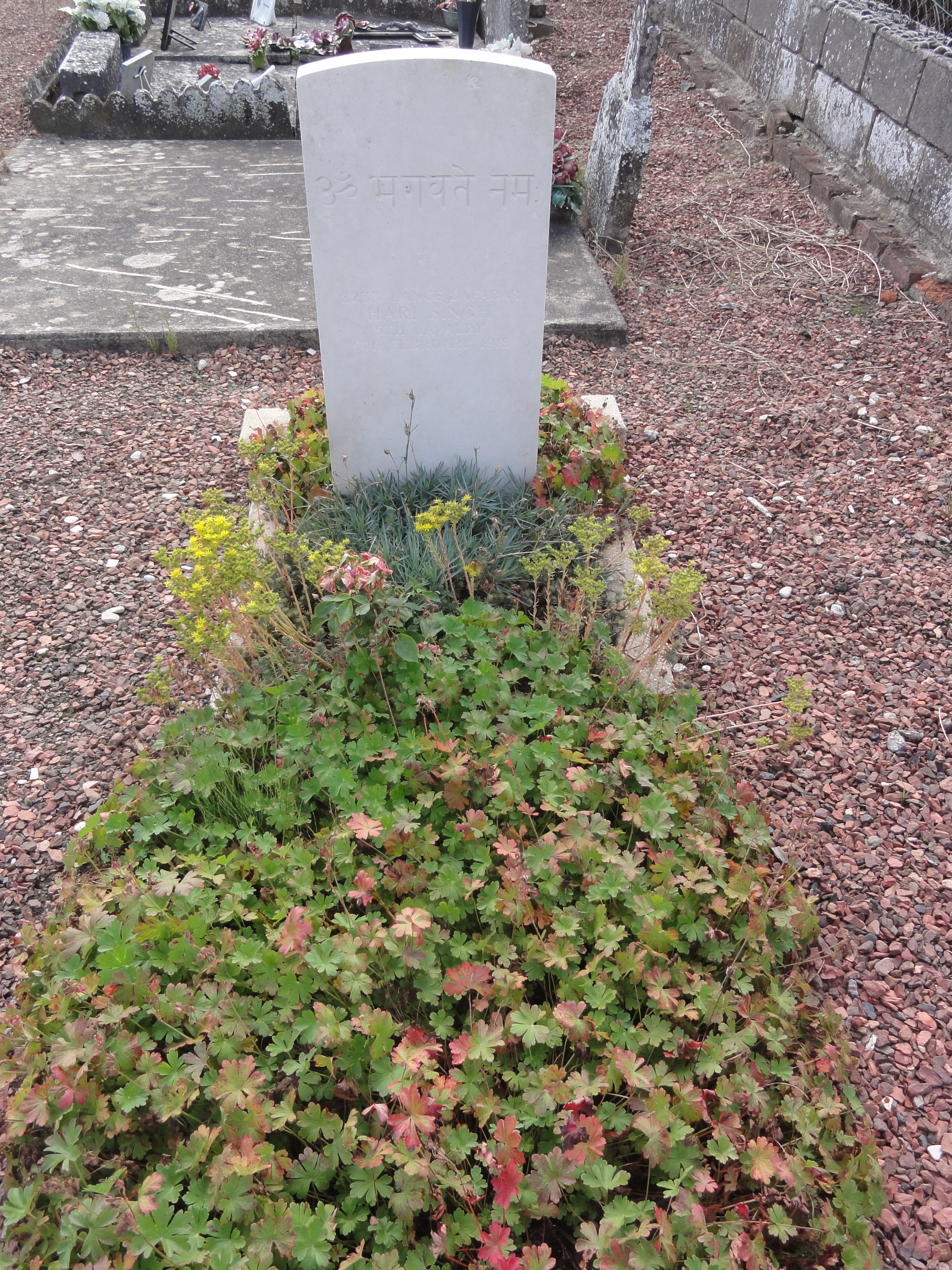
Tombe du sikh Hari Singh.